# Crise du Moyen Âge espagnol
La crise des XIVe et XVe siècles trouve son origine dans les limites du mode de production féodal européen à la fin du XIIIe siècle ; il est de plus en plus difficile d'équilibrer la production alimentaire et la demande de la population. Pour les peuples espagnols, les efforts militaires et de repeuplement de la Reconquista sont lourds et l'expansion territoriale extrêmement rapide. Ainsi, au XIVe siècle, cet équilibre précaire est rompu et une crise générale naît en Europe. Du point de vue historiographique, cette crise du XIVe siècle est considérée comme la mort du Moyen Âge et la naissance des États modernes. En Europe occidentale se forme la société dite d'Ancien Régime, caractérisée par le passage d'une économie féodale au capitalisme, une société d'ordres et des monarchies autoritaires devenant des monarchies absolues. La féodalité évolue mais ne disparaît pas avant le XIXe siècle.
En Angleterre, les changements prennent une dimension particulière, en permettant l'émergence d'une puissante bourgeoisie d'affaires innovante dans le commerce et l'industrie, lui donnant une avance certaine sur les autres pays européens.
Il convient de préciser que la crise est longue, complexe et qu'elle affecte tous les aspects du Moyen Âge (économiques, politiques, sociaux et culturels) sans pour autant concerner un seul de ces aspects, il s'agit de phénomènes interdépendants. La crise est globale au XIVe siècle. Au XVe siècle, on peut parler d'une amélioration économique et démographique, alors que les crises politique et sociale continuent.

## La crise économique

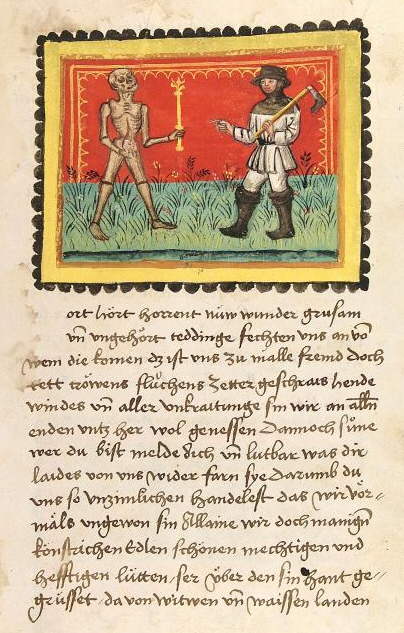
Los panes todos comidos,
y los vedados pacidos,
y aun las huertas de la villa:
tal estrago en esperilla
nunca vieron los nascidos.
Las cibdades son tornadas
rastros e degolladeros,
los caminos e senderos
en despojos a manadas.
Los menudos van perdidos,
los corazones caídos
dan señal de maravilla;
en España y su cuadrilla
grandes daños son venidos.

### La crise et le redressement agraire
Une des causes probables de la crise agraire prend racine dans la diminution de la production céréalière, due à une succession de mauvaises conditions climatiques (sécheresses, pluies hors de saison, épuisement du terrain…). À partir de 1301 on commence à parler des « mauvaises années ».
De nombreux textes recueillis au sein des différents royaumes de la péninsule, évoquant une grande misère, la faim et une mortalité extrêmement élevée, ne cessent d'apparaître tout au long du XIVe siècle. De dures famines se succèdent, celle de 1333 – que les Catalans nomment « lo mal any primer » (première année du mal) - et surtout celle de 1343, baptisée « any de la gran fam » (« année de la grande faim ») par les Valenciens. Ces famines préparent sans doute l'arrivée de la peste noire. Paradoxalement, la forte mortalité provoquée par la pandémie diminue l'incidence des famines, bien qu'en 1374 l'histoire se répète avec « la segona fam » (« la seconde faim »).
Pourtant, la situation du « petit » paysan et du paysan moyen n'est pas aussi précaire que l'on pourrait imaginer. Bien que tout indique qu'ils sont de ceux qui souffrent le plus de la crise, étant fortement dépourvus de moyens pour affronter l'inflation et la hausse de la pression fiscale, les données qui ont été conservées démontrent que la petite propriété libre – appelée alodio (proche équivalent de l'alleu) – réussit très souvent à subsister.
D'autre part, les paysans les plus pauvres qui fuient leurs terres constituent des bandes de mendiants et de bandits, ou se réfugient dans les villes, et y exercent les travaux les moins rémunérés puisqu'ils ne bénéficient d'aucune qualification émise par les « corporations ». Les Concejos (organes locaux de gouvernement) sollicitent des monarques une diminution de la pression fiscale devenue impossible à assumer. Il s'ensuit une lourde restructuration de la campagne : cultures, bois et forêts, terres en friches… Les propriétaires changent ; les nobles, le clergé et l'oligarchie urbaine prennent possession de nombreuses terres et souvent emploient de rudes méthodes pour éviter la fuite de paysans. Contrairement à la réaction rétrograde de certains aristocrates, les plus avancés d'entre eux optent pour des formes d'exploitation plus efficaces : bail, métayage, parcellisation, pâturages. En fait, mis à part l'Andalousie, les grandes étendues à monoculture céréalière disparaissent.
C’est précisément au cours de cette période que se dessine le traditionnel paysage agraire de la péninsule, coïncidant avec le « redressement ». Sur la Meseta (plateau qui occupe la majeure partie du territoire espagnol), l’activité principale reste consacrée aux céréales, bien que l’apparition de zones destinées à l’élevage du bétail, les nouveaux systèmes d’exploitation et les villages désertés changent l’aspect du paysage. D’autre part, de vastes surfaces consacrées à l’exploitation viticole font leur apparition dans certaines régions comme le Douro, La Rioja et l’Andalousie.
Toujours en Andalousie, mais vers la fin du XVe siècle, commence à s’étendre la culture de l’olive (surtout dans l’Aljarafe, dans la province de Séville), phénomène qui se reproduit en Catalogne (Urgell, Tarragone, Empordà) et dans les environs de Saragosse (Cinco Villas).
La forte présence de paysans morisques faisant preuve d’une grande initiative favorise une importante rénovation de l’agriculture au sein de la Couronne d'Aragon, avec, entre autres, le développement de l’horticulture intensive. Sur la frange qui va de Barcelone à Alicante et Murcie, nous trouvons des plantes tinctoriales, des mûraies pour la soie, du safran, de la canne à sucre et du riz, la présence de ce dernier s’accroissant dans les marécages de Murcie, de Castellón et de Valence juste après la peste noire.

### L'expansion de l'élevage ovin
Avant le redressement agraire, les nobles et les riches bourgeois mettent à profit la conjoncture pour remettre d’aplomb leur économie grâce à l’élevage ovin. En fait, depuis le XIIIe siècle, beaucoup de nantis s’y consacrent déjà pour sa forte rentabilité – aussi bien pour eux que pour les rois ; mais, durant le XIVe siècle, le dépeuplement provoqué par les crises successives facilite la transformation des terres de labour en pâturages. Le commerce de la laine devient la seconde activité économique en Castille. Les nobles et les ordres militaires possèdent de vastes prés au nord (estivages) et domaines au sud (hivernages). Tous les ans, de gigantesques troupeaux de moutons parcourent la péninsule du nord au sud, puis du sud au nord (transhumance), causant d’importants dégâts aux cultures. Le roi Alphonse X de Castille fait donc rédiger une série de règlements établissant les routes de transhumance : les drailles royales (cañadas reales en castillan) ; puis, en 1273, il crée la Mesta des bergers (Honrado Concejo de la Mesta de Pastores, organe rassemblant tous les éleveurs de León et de Castille, bénéficiant d’importants privilèges et prérogatives). Ces privilèges sont d'ailleurs accordés par le roi au détriment des agriculteurs du petit peuple. Cependant, il ne faut pas sous-estimer l’importance de l’élevage sédentaire pour la petite et moyenne paysannerie : on estime que les 5 000 000 têtes du cheptel de la couronne de Castille à la fin du XVe siècle sont réparties de façon équilibrée entre élevage transhumant et élevage sédentaire.
Le roi perçoit de nombreux revenus des cañadas : le portazgo (péage) taxe le parcours ; le servicio affecte le troupeau en soi, et le montazgo s’applique aux pâturages.
La noblesse n’est pas en reste : devant la difficulté pour maintenir ses activités traditionnelles et le manque de main d’œuvre pour travailler ses terres, elle décide – parallèlement à l’augmentation de ses possessions – d’investir dans de vastes troupeaux de moutons. Certains grands propriétaires arrivent à posséder un cheptel de 10 000 à 15 000 têtes.
Les petits et moyens éleveurs : généralement agriculteurs ou groupements de communes (mais également membres de l’oligarchie urbaine), ils diversifient leur économie en tentant de profiter de la conjoncture favorable au commerce de la laine.

### L'artisanat et le commerce
L’élevage ovin est un des éléments-clés du redémarrage économique de la Castille, avec l’apparition et le développement des foires de Medina del Campo ou de Burgos, ainsi que d’autres centres commerciaux de la Meseta (Ségovie, Tolède, Cuenca). Le moment semble donc venu pour le développement de la manufacture locale.
Cependant, la guerre de Cent Ans ralentit et parfois interrompt l’exportation de laine anglaise vers le reste de l’Europe, amenant les magnats du tissu européen à recourir à la laine castillane : Flamands, Français et Italiens offrent beaucoup plus que les drapiers locaux pour la laine mérinos, de sorte que l’activité artisanale disparaît peu à peu ou tombe sous contrôle étranger. La Castille devient un pays sans industrie, dominé par une aristocratie rurale et dépendant de l’extérieur pour tous les produits manufacturés.
En revanche, la marine marchande de la mer Cantabrique en tire de larges bénéfices grâce aux voyages vers les ports français et flamands (de Bordeaux à Bruges). Les confréries de marins, particulièrement la Hermandad de las Marismas (1296) et l’Universidad de Mercaderes (1443) se reconvertissent, délaissant leurs traditionnelles activités de pêche côtière et de cabotage pour devenir la colonne vertébrale de la puissance navale castillane. Alors qu’en 1340 les Castillans doivent demander l’aide des Génois, des Catalans et des Portugais face à la menace des Mérinides dans le détroit de Gibraltar, quelques années plus tard la situation est inversée : en 1372, les Français sollicitent l’aide des Castillans pour défaire les Anglais à La Rochelle ; puis, à la fin du siècle, ce sont les Catalans qui louent les navires cantabriques pour exercer leur activité commerciale.

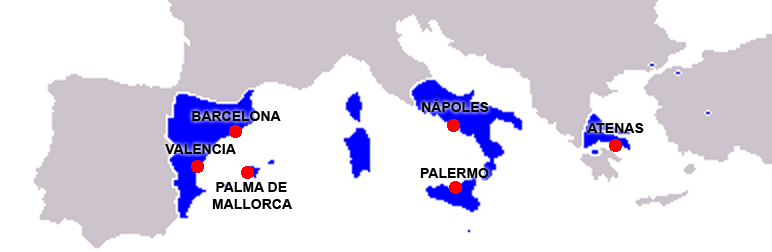
L'Empire d'Aragon sur la Méditerranée, prélude au « siècle d'Or catalan ».

La couronne d'Aragon jouit d’une production manufacturière plus forte, grâce à une oligarchie urbaine enrichie par le commerce et l’industrie ; celle-ci se sent néanmoins plus proche de la petite noblesse que de la masse urbaine appauvrie. L’Aragon dispose de surcroît d’un empire au sein de la Méditerranée, qui lui permet l'accès aux routes commerciales d’Orient. Le royaume peut ainsi affronter la crise économique avec de meilleurs résultats. Il développe une puissante industrie lainière avec des débouchés en Sardaigne, en Sicile et au nord de l’Afrique, à laquelle s’ajoutent le commerce d’épices, l’exportation de fer forgé, de céréales et de cuir.

## La peste noire
L'ensemble des nombreuses épidémies dont souffre l’Europe au XIVe siècle est connue sous le vocable commun de « peste noire ». En fait, bien que l’on soupçonne qu’il s’agisse d’un ensemble de maladies bactériennes – généralement des variantes de la peste pulmonaire, comme la peste bubonique et la peste septicémique, mais peut-être également de l’anthrax staphylococcique – qui sévissent conjointement, il n’existe pas d’explication définitive. Ces maladies arrivent d’Orient, véhiculées par les rats qui se trouvent à bord des navires ; on en parle pour la première fois en 1348. La peste prend son nom d’un de ses plus terribles symptômes : des ganglions, appelés bubons, d’aspect noirâtre qui, s’ils crèvent, suppurent du sang et du pus. Les autres symptômes sont une forte fièvre, des maux de tête, des frissons et des vertiges. La plupart des personnes infectées meurent au bout de deux jours mais certaines guérissent et s'en trouvent immunisées.
Apparue dans les zones côtières, la peste se répand rapidement dans toute l’Europe, touchant plus particulièrement les blessés des guerres ininterrompues et les plus pauvres et mal nourris. En Espagne, on pense qu’elle apparaît pour la première fois dans le port de Palma de Majorque en février 1348, d’où elle s'étend aux côtes du reste de la couronne d’Aragon (mai 1348) puis, peu à peu, pénètre à l’intérieur des terres à la faveur des mauvaises récoltes et des guerres civiles dont souffre la péninsule ; en Castille, les données son plutôt rares, mais on sait qu’en octobre l’épidémie touche la Galice. La peste sévit de façon récurrente tous les huit ou dix ans (1362, 1371, 1381, 1396… et ainsi de suite au cours du XVe siècle), bien que chaque fois de manière moins virulente, peut-être parce qu’elle trouve une population mieux alimentée ou bien jouissant d’un meilleur système immunitaire.
Les zones les plus durement frappées sont aussi les plus peuplées, en particulier les côtes maritimes et les villes. La Catalogne perd presque 40 % de sa population lors de ces épidémies, toutefois on suppose que ce chiffre dépasse les 60 % pour Barcelone. En outre, l’administration locale est complètement désorganisée : quatre des cinq conseillers (consellers) et la plupart des officiers royaux périssent, ne laissant aucun candidat pour leur remplacement. Un grand nombre de paysans tentent de fuir, amenant la noblesse à employer la force sous couvert de théories affirmant leur supériorité de sang ; ceci se généralise dans toute la couronne d’Aragon à partir de 1370, s’appliquant également aux artisans et aux commerçants. Cependant, des études récentes tendent à réduire ces chiffres de moitié.
Quant à la Meseta, dont la densité de population est plus faible et les villes plus petites, les conséquences sont moindres : on avance le chiffre de 25 % de décès (dont le roi Alphonse XI de Castille mort de la peste noire en 1350).
Une des conséquences indirectes les plus spectaculaires de l’épidémie est l’abandon de villages entiers, tout autant provoqué par l’extermination des habitants que par leur désertion. Dans la province de Palencia, on compte jusqu'à 82 villages abandonnés à partir de 1348 et des pestes successives. De fait, ce phénomène est commun à toute l’Europe occidentale (en France on parlait de villages désertés ; en Allemagne, de wüstungen ; en Angleterre, de lost villages) et connaît son apogée vers la fin du XIVe siècle et au début du XVe siècle. Les villages désertés ne doivent pas être toujours associés à la peste, qui en est néanmoins un facteur important, tout comme les famines et les « mauvais traitements seigneuriaux (es) ».

## La crise sociale
La « masse sociale » est celle qui rencontre le plus de difficultés, incapable de surmonter les pénuries et la hausse des prix. La réaction la plus commune est le désespoir, provoquant soit des désordres sociaux soit le refuge dans le transcendant. L’ambiance générale est très tendue, les différentes strates sociales prennent conscience de leur identité et luttent férocement entre elles. D’un côté nous avons les problèmes ethnico-religieux et de l’autre ces luttes entre communautés. Les puissants, qui souffrent aussi des rigueurs de la crise, profitent des circonstances pour renforcer leur position dans la société et accroître encore plus la pression qu’ils exercent sur les groupes sans défense. Pour cela ils déterrent de vieilles coutumes féodales, abandonnées car étant trop dures : c’est ce que l’on désigne comme « mauvaises coutumes seigneuriales » (en espagnol : malfetrías).
En règle générale, on attribue tous les maux à quelque châtiment divin, comme si les Quatre Cavaliers de l'Apocalypse s'étaient abattus sur Terre, exacerbant ainsi la religiosité populaire, la superstition et le fanatisme. D’une part, prolifèrent les rogations, messes et processions de flagellants ; d’autre part, se développe une tendance à se réfugier dans le transcendant, à la quête de nouvelles réponses, se défiant de l’Église. Le cas le plus extrême (en Espagne très minoritaire) est la perte de toute confiance envers la religion même : la récupération de l’idée du Carpe diem, fidèlement reproduite dans le Décaméron de Boccace. Curieusement, ces deux conceptions (le repentir et la méfiance envers l’Église) finissent par s’unir – après réflexion théologique – au sein de la future Réforme protestante.
De manière générale, les explications superstitieuses et pleines de préjugés dominent, comme celle qui, par exemple, assure qu’une comète a empoisonné l’air. En particulier, la plus grande partie de la population accuse les minorités non chrétiennes morisques et, surtout, juives.

### L'antijudaïsme
Les minorités religieuses sont continuellement attaquées. Traditionnellement, on a considéré que l’Espagne médiévale, jusqu’au XVe siècle, connaît un climat de tolérance religieuse dans lequel cohabitent pacifiquement chrétiens, juifs et musulmans. Pourtant, tout semble indiquer qu’il existe une authentique ségrégation religieuse. Tout malheur est générateur de conflit[réf. nécessaire].
Aux XIVe et XVe siècles, l’antijudaïsme s'installe dans la société espagnole, ainsi qu'en témoigne la succession d'épisodes violents. Lors de la première guerre civile de Castille, l’aspirant au trône Henri de Trastamare exploite l'antijudaïsme latent chez les Castillans afin de s’attacher des partisans : en 1367, ses troupes assaillent les juiveries de Briviesca, d'Aguilar de Campoo et de Villadiego. Ses partisans pillent celles de Ségovie, d’Ávila et de Valladolid ; celle de Tolède est celle qui souffre le plus. La guerre terminée, le roi veut rectifier sa politique, mais la haine envers les juifs, profondément enracinée, aboutit aux pogroms de Séville en 1391. De l’Andalousie, les troubles s’étendent à la Castille (Tolède, Madrid, Burgos, Logroño), puis en Aragon où sont mises à sac les juiveries de Barcelone, Palma de Majorque et Valence, entre autres.
Les juifs espagnols sont poussés, par la crainte et la pression à laquelle ils sont soumis, à se convertir en masse. On attribue souvent à tort ces conversions au mérite et à l’apostolat de saints hommes comme saint Vincent Ferrier alors qu'elles sont essentiellement dues à la peur. Les conversos (musulmans et juifs convertis au christianisme) ayant agi plus par crainte que par conviction, continuent souvent à professer leur religion originelle en secret, avec pour conséquence une dérive de l’antijudaïsme vers la haine des « nouveaux chrétiens ».
Les pogroms continuent (essentiellement à Tolède), justifiés par les activités prétendument hérétiques des conversos, et affectent tout autant ceux qui ne s’étaient pas convertis comme lorsque les fidèles de Vincent Ferrier – incités par ses prédications incendiaires – assaillent la synagogue Santa María La Blanca de Tolède en 1406. En 1408, on oblige les juifs à porter des signes distinctifs ainsi qu’à se reclure dans les juiveries, puis en 1412, la régente de Castille, Catherine de Lancastre, interdit la vie en commun entre chrétiens et juifs ; le roi Alphonse V d'Aragon agit de façon similaire.
Pour autant, les conversos continuent leurs activités (haïes par les chrétiens de « sang pur »), conservent leurs richesses et améliorent leur position sociale. De plus, n'étant plus juifs, ils ne rencontrent plus d’entraves, pouvant ainsi se marier avec des « chrétiens de souche », pouvant parfois accéder à des titres de noblesse ou à de hautes charges au sein de l’administration et de l’Église. Par exemple, l’évêque de Burgos entre 1415 et 1435, Pablo de Santa María est un ancien rabbin dont le nom originel était Salomon ha-Levi. Ce personnage, ainsi que son fils Alphonse de Carthagène, sont les plus féroces ennemis des juifs réfractaires à la conversion.
En 1449, le connétable de Castille Álvaro de Luna, protecteur de conversos et de juifs, veut lever de nouveaux impôts pour ses campagnes militaires, amenant l’alcalde de Tolède – un de ses ennemis – à publier la première Loi de pureté du sang (Estatuto de Limpieza de Sangre). Les pogroms réapparaissent, refrénés par Álvaro de Luna en personne, appuyé par l’évêque Lope de Barrientos (es).
Seuls les Rois catholiques savent imposer une politique centralisatrice de « paix sociale » qui met fin aux agressions de la communauté chrétienne envers les minorités religieuses, même si les conversos en sont exclus ; ils déclenchent par ailleurs d’autres troubles non moins importants : après la conquête du royaume de Grenade, ils ordonnent l'expulsion des juifs en 1492, puis celle des morisques en 1502.

### Banderíaset mauvaises coutumes seigneuriales
Dans un tout autre ordre de choses, l’oligarchie urbaine – là où elle existe – se rapproche des intérêts de la noblesse et s'oppose à la plèbe, déclenchant en réaction des révoltes urbaines, comme, entre 1436 et 1458, les banderías des factions de la bourgeoise et de l'artisanat de Barcelone, connues sous les appellations respectives de la Biga et la Busca :
- La Biga est le groupe de la haute bourgeoisie, importateurs de tissus de luxe qui se nomment eux-mêmes « ciutadans honrats » (honnêtes citoyens) ; ils dominent les organes de gouvernement de Barcelone et souhaitent libéraliser le commerce et monopoliser le gouvernement urbain.
- La Busca se compose d’artisans aisés, partisans du protectionnisme commercial afin de préserver leurs affaires et désireux de participer au pouvoir municipal.

Les conflits sont parfois violents. Le roi Alphonse V d'Aragon souhaite percevoir les taxes auprès des bigaires (membres de la Biga) et décide donc de s’allier - timidement - à la Busca, pour obtenir l’appui du peuple : il accepte ses demandes de démocratisation et de réformes sociales. Néanmoins, les dissensions entre buscaires (partisans de la Busca) – que l’on peut attribuer à leur hétérogénéité – permettent à la Biga de reprendre peu à peu le contrôle de la ville.
Le pouvoir économique de la noblesse prospère, l'incitant à aspirer à plus de pouvoir politique, et à conspirer contre le pouvoir royal. L'objectif est de maintenir une monarchie capable d’assurer un ordre social faible en vue d’être en mesure de le contrôler. Lorsque Ferdinand de Antequera est couronné roi d’Aragon, il doit s’appuyer sur les nobles et doit donc les autoriser à recourir aux mauvais usages contre leurs paysans, les Payeses de remensa. Ceux-ci sont attachés aux terres seigneuriales mais ont le droit de se libérer moyennant le paiement d'un tribut (la remensa). Leur situation se durcit jusqu’à en devenir insupportable en 1440 ; ils fondent alors une confrérie pour défendre leurs droits : le « Syndicat des Remensas ». Ils s’organisent et s'engagent à payer le tribut stipulé pour recouvrer leur liberté ; cependant, le roi se trouvant à Naples, le Consell de Catalogne les en empêche, ce qui déclenche des troubles. En 1455, une sorte d'accord est trouvé et le conflit cesse, mais reste latent. La question des remensas finit par se fondre dans les guerres civiles de Jean II d'Aragon et la question ne trouve de solution qu'en 1486 – une fois les guerres civiles terminées – avec la « sentence de Guadalupe » de Ferdinand II.
On observe le même type de troubles en Castille, jusqu’à ce que le roi Pierre Ier tente de freiner les nobles et de favoriser la naissance d’une bourgeoisie industrielle, tout en protégeant les quelques behetrías et realengos (domaines royaux) qui subsistent. En réponse, la noblesse appuie les prétentions du demi-frère de Pierre, Henri de Trastamare, à qui elle promet le trône en échange de son engagement à établir un pouvoir royal favorisant une noblesse forte. Cette période de guerres civiles est commune à toute l’Europe (en France avec la guerre de Cent Ans et en Angleterre avec la guerre des Deux-Roses).

#### Behetrías
Une behetría est une communauté de paysans qui, sans jouir de liberté, ont le droit de négocier leur soumission avec le seigneur de leur choix afin d’arriver à un accord sur les conditions de leur servitude. Les behetrías (réglementées par Alphonse X de Castille dans les Siete Partidas), sont localisées au nord de la vallée du Douro dans la région des Merindades, et sont recensées par Pierre Ier de Castille dans le livre Becerro de las Behetrías de Castilla (es), aux alentours de 1352. Auparavant, en 1351, les Cortes (institution représentative de la bourgeoisie et de la basse noblesse) de Valladolid, au motif que les behetrías sont à l’origine de trop de conflits, demandent leur conversion générale en domaines seigneuriaux. Le roi, sur le point de céder, est convaincu par son favori João Afonso de Albuquerque de protéger la liberté de ses paysans. Cependant, ledit Becerro de las Behetrías nous informe que beaucoup d’entre elles s’étaient déjà converties en seigneuries.

#### Mauvaises coutumes
Les malfetrías sont les crimes perpétrés par les nobles contre la plèbe ; toutefois des nobles ont habituellement recours aux « mauvaises coutumes », ces usages féodaux qui avaient été abandonnées parce qu’inhumains et contraires autant à la justice coutumière qu’à celle des Siete Partidas. Au sein de la couronne de Castille ce genre de transgression, assez courante, est parfois très sanglante. Une des plus marquantes est celle de Palencia (seule grande cité castillane soumise à un seigneur) : en 1315, ses habitants se soulèvent contre leur évêque à cause les abus qu’ils subissent ; ceux-ci ne cessant point, ils le séquestrent et le maltraitent ; lorsque l’évêque peut s’échapper, il demande à Alphonse XI de Castille que justice lui soit faite, et celui-ci fait condamner à mort trente citoyens. Citons également l’épisode de Paredes de Nava, bourgade appartenant au domaine royal cédé par Henri II de Castille à son beau-frère : les paysans, tenant à leur liberté, assassinent le nouveau seigneur en 1371, ce qui entraîne bien évidemment une répression très dure de la part du roi. Plusieurs situations semblables sont attestées comme à Benavente en 1400, dans la vallée de Buelna en 1426, à Salamanque en 1453, à Tordesillas en 1474…

#### Banderías
Les « hommes bons », bourgeois nantis qui constituent l’oligarchie urbaine, s’unissent à la noblesse afin de prospérer, agissant contre les « gens du commun » (les gens du peuple). Les paysans fuient les campagnes en crise pour se réfugier dans les villes, où ils forment un groupe de salariés – sans métier reconnu – presque marginalisé, les "petites gens". Beaucoup de villes et de cantons se polarisent, comme à Barcelone dans le cas de la Biga et de la Busca ; avant celles-ci s’étaient déjà affrontés les Guix et les Ametller. À Vic, ce sont les Nyerro qui luttent contre les Cadell ; à Saragosse, les Luna contre les Urrea ; à Valence, les Centelles contre les Vilaragut…
En Castille, les affrontements les plus connus sont probablement ceux des bandos de Salamanque : celui de San Benito et celui de Santo Tomé. Sous Henri III de Castille, la question des banderías urbaines atteint une telle ampleur que le souverain doit nommer des corrégidors avec mission de pacifier les villes et d'arbitrer les conflits, en représentation du roi.
On assiste en 1465, en Navarre au combat entre Agramonteses et Beamonteses ; puis, au Pays basque, à la rivalité entre Oñacinos et Gamboinos. Même le royaume de Grenade souffre de ces banderías : Zirides et Abencérages – divisés en plusieurs factions – s’affrontent lors de luttes fratricides.

#### Confréries
Les confréries (en espagnol : hermandades) sont des communautés (ou associations) de paysans – autorisées par la couronne – constituées pour la défense des intérêts communs ; il arrive que nobles et bourgeois s’y associent pour leurs intérêts personnels.
L’âge d’or des confréries correspond au règne d'Henri IV de Castille ; en Galice naît la plus importante de cette période : la Hirmandade, dont les paysans hors de tout contrôle provoquent plusieurs vagues révolutionnaires connues sous le nom de revueltas hirmandiñas. Les hirmandades galiciennes apparaissent dès le XIVe siècle, mais les plus actives sont celles du XVe siècle ; leur objectif étant de lutter contre les abus de pouvoir des nobles, elles n'hésitent pas à attaquer leurs forteresses. Composées de paysans pour l'essentiel, elles s'associent tour à tour à des hidalgos, à des membres du clergé d’origine nobiliaire et à des villes entières. Leur organisation est exemplaire : elles possèdent leurs propres bataillons de cent hommes, appelés cuadrillas, et détruisent plus de cent trente forteresses féodales. Même le roi va utiliser les hirmandiños dans le but d’affaiblir le pouvoir de l’opposition nobiliaire qui se trouvait favorable à son rival Don Alfonso. À partir de 1467, la noblesse se désintéresse de la Galice, et, en 1469, l’évêque de Saint-Jacques-de-Compostelle Alphonse de Fonseca, à la tête d’une coalition castillano-portugaise, met en déroute les hirmandiños, abandonnées à leur sort par le roi.
À la même époque, en 1464, naissent la Confrérie des communes du Guipuscoa et la Sainte Confrérie castillane. Deux années durant, le roi Henri IV les utilise contre ses ennemis. Or, voyant leurs propres intérêts relégués au second plan, les paysans s’agitent. Puis lorsque le prince Alphonse – ennemi du roi – décède, l’opposition signe le « traité des Taureaux de Guisando », marquant la fin de la confrérie castillane en 1468, qui est alors décimée par les chevaliers de Salamanque.
En résumé, du milieu du XIVe siècle à la fin du XVe siècle, le péninsule ne connaît pas de répit.
- D’un côté, les nobles de la Couronne de Castille prospèrent en prenant successivement parti pour l’un ou l’autre parti, en échange de merçedes (grâces), de prébendes ou de domaines féodaux ; de cette façon des régions qui avaient jusqu’alors échappé au féodalisme tombent aux mains des aristocrates sous la forme de mayorazgos[12] : il est question de propriétés féodales reconnues légalement qui ne peuvent ni être vendues, ni divisées, le noble qui en est propriétaire ne pouvant jamais en perdre le droit et seul l’aîné de ses fils pouvant en hériter.
- De l’autre côté, au sein de la Couronne d’Aragon, Pierre IV circonscrit rapidement la force de la noblesse dans ses « juste limites » à la suite de la bataille d'Épila (1348), puis Alphonse V supprime définitivement les « mauvaises coutumes », concédant leur droit de liberté aux serfs en 1457. Depuis, les grands d’Aragon deviennent peu nombreux (comtes de Pallars, comtes d'Urgell, comtes de Cardona et comtes de Híjar). Le véritable pouvoir politique catalan retombe entre les mains de la puissante bourgeoisie urbaine. Tout semble conduire vers un royaume aragonais oligarchique et bourgeois – peut-être même à une « république couronnée » – qui ne peut voir le jour dans une Europe en proie à de terribles contradictions sociales.

## Le pouvoir politique
Dans une Espagne médiévale constamment soumise aux rivalités entre couronne et noblesse et aux intrigues de la cour, c’est bien avec la Maison de Trastamare que la crise politique atteint son apogée tant au cœur de la couronne d'Aragon qu’au sein de la couronne de Castille. L’affaire est cyclique : afin de consolider ses appuis, le roi en place octroie une grande part du pouvoir à son héritier et à ses cadets; à sa mort, ces derniers réclament de fortes prébendes et vont jusqu’à provoquer des guerres civiles. Le nouveau roi doit donc de nouveau chercher l’appui de sa famille en lui concédant des faveurs, réglant ainsi son propre problème mais condamnant son successeur à connaître dans la même situation.

### La couronne de Castille
Le roi Alphonse XI atteint sa majorité en 1325 et décide de consolider le pouvoir monarchique en mettant fin à l’indépendance des villes et des cortes, mais en s'appuyant sur les nobles pour la pacification du royaume et le combat contre les Mérinides qui menacent le détroit de Gibraltar. Il rencontre de nombreuses difficultés, entre autres de continuels soulèvements de la noblesse, qu’il réussit à surmonter à force d’énergie et de diplomatie. En 1336, il obtient ainsi par un accord la soumission de la noblesse puis défait les Mérinides à la bataille du Salado (1340). Alphonse XI meurt 10 ans plus tard de la peste, lors du siège de Gibraltar, au cours de la campagne de Grenade.

#### La guerre des Trastamare (1366-1369)
Le décès prématuré d’Alphonse XI couronne Pierre Ier, âgé de 16 ans ; pour pallier la jeunesse du roi et lui adjoindre une personne de confiance qui le conseille dans son gouvernement (on parle de « privado », « válido » ou « favorito » : poste de confident de la plus haute confiance, équivalent à celui de ministre et qui, sans être officiel, permettait à son représentant de gouverner au nom du roi): João Afonso de Albuquerque l’emporte sur les fils illégitimes d’Alphonse XI, Henri, son frère jumeau Fadrique, son autre frère Tello et leurs partisans. Au fur et à mesure que le roi affermit son pouvoir, le mécontentement devient général contre le privado Albuquerque. Le roi décide de se passer de ses services et de gouverner seul, sans aucun válido. En outre, il commence à accorder des charges de confiance à l’oligarchie castillane, des marchands et bourgeois prospères mais sans titre, parmi lesquels de nombreux juifs et conversos. Cette politique se révèle économiquement très positive pour la couronne mais provoque le ressentiment de la noblesse à qui ces charges palatines apportent d'ordinaire richesse et pouvoir.
Les nobles s’organisent autour des demi-frères de Pierre Ier mais sont battus en 1353. Henri se réfugie en France. Le roi, se sentant tout-puissant, décide l'élimination de la noblesse en tant qu’opposition politique : il n’hésite pas à déposer des ecclésiastiques, à instituer des Maîtres d’ordres militaires, à exécuter les nobles dissidents (entre autres son demi-frère Fadrique), à imposer des tributs, à confisquer des propriétés nobiliaires… Il y gagne ses surnoms: Le Cruel pour ses ennemis, Le Justicier pour ses partisans.
Profitant de ses accords avec l’Angleterre dans le cadre de la guerre de Cent Ans, Pierre Ier attaque la couronne d'Aragon en 1356 (guerre des Deux Pierre). Pierre IV d'Aragon, se sachant en infériorité face aux Castillans, fait appel à Henri de Trastamare qui lui apporte l'aide des Grandes compagnies à condition que les Aragonais l'aident en retour à conquérir le trône de Castille. Les Aragonais et leurs renforts français entrent victorieusement en Castille et couronnent Henri II à Burgos ; Pierre Ier renforce ses troupes avec l'armée du Prince Noir et défait son demi-frère à la bataille de Nájera (1367). L'impossibilité de verser les sommes promises aux Anglais et son autoritarisme excessif empêchent néanmoins Pierre Ier de consolider sa victoire.
Henri II contre-attaque, conquiert une bonne partie du royaume, et ses troupes affrontent celles de Pierre – fortement diminuées et démoralisées – à Montiel en 1369. Pierre est vaincu et se réfugie dans le château voisin, puis est pris par traîtrise et assassiné par Henri lui-même.

#### Période de consolidation monarchique
Henri II, une fois satisfaites les promesses faites à ses soutiens de la noblesse, tente par tous les moyens de rétablir le statu quo du règne de son grand-père Alphonse XI. Il contente la noblesse et les grandes villes, tout en les maintenant en marge du pouvoir, il refait confiance aux juifs et facilite le redressement après une si longue guerre.
En revanche, les ambitions hégémoniques de son fils et héritier Jean Ier sur l'ensemble de la péninsule conduisent ce dernier à attaquer le royaume de Portugal, et à subir une défaite à Aljubarrota en 1385. La tentative malheureuse d'invasion du Portugal permet à Jean de Gand, duc de Lancastre et gendre de Pierre Ier, de prendre pied sur le sol de Galice et de s'y faire couronner roi (une manière détournée de rompre l’appui fourni par les Castillans à la France pendant la Guerre de Cent Ans). La forte résistance opposée par le roi de Castille débouche sur un traité signé à Bayonne en 1388. Le fils de Jean Ier, Henri, se marie avec la fille du duc de Lancastre, Catherine, petite-fille de Pierre Ier le Cruel, en 1387. De cette manière, Jean Ier peut reprendre la politique de redressement économique et de consolidation du pouvoir royal initiée par son père.
La mort accidentelle prématurée du souverain entraîne le couronnement de Henri III à l’âge de onze ans. Après une période d'anarchie de 1390 à 1393, une fois la majorité atteinte, le nouveau roi perpétue la politique initiée par Alphonse XI et suivie par tous ses successeurs de la maison Trastamare : neutraliser politiquement la noblesse, réduire les prérogatives des cortes et des villes, puis renforcer la couronne. Cette politique a cependant un prix : Henri III doit constamment s’appuyer sur son frère Ferdinand de Trastamare, dit d’Antequera, futur Ferdinand Ier d'Aragon, qui devient l’homme le plus puissant de Castille et un personnage incontournable pour le monarque. En 1406, Henri III meurt de maladie et Ferdinand prend le gouvernement en charge. Il attaque le royaume de Grenade et conquiert Antequera, ajoutant son prestige militaire à son pouvoir politique et économique.

#### Álvaro de Luna et les infants d’Aragon
Les enfants de Ferdinand d’Antequera, connus sous le nom générique des « infants d’Aragon », profitent de tout leur pouvoir ainsi que de la minorité du nouveau roi Jean II, pour essayer de contrôler la Castille. Ces infants - Jean, duc de Peñafiel et futur roi de Navarre (également héritier de son frère pour la Couronne d’Aragon), Alphonse, roi d’Aragon, et Henri, comte de Villena et Maître de l’Ordre de Santiago - comptent avec le soutien du Portugal, de l’Angleterre, de l’Aragon et de la Navarre (mais également d’une grande partie de la haute noblesse castillane), laissant la Castille et son roi dans une véritable situation d’isolement, avec l’unique soutien de la France.
Malgré tout, Jean II se prévaut de l’aide d’un homme de confiance d’une énergie exceptionnelle : le connétable de Castille Álvaro de Luna. Devenu privado du roi, il expulse les Infants en 1430. Cependant, malgré une indiscutable fidélité à la couronne, il agit avec beaucoup d'indépendance, manquant parfois à la loi de façon arbitraire, se comportant de manière despotique et, en définitive accumulant trop de pouvoir. Le roi, ayant très peu de caractère, se laisse convaincre qu’il constitue un danger pour son royaume et le bannit en 1439. Les Infants d’Aragon tirent profit de ce faux-pas, attaquent de nouveau la Castille, et emprisonnent le roi en 1443 ; le connétable revient néanmoins à temps pour leur infliger une sérieuse défaite à la première bataille d’Olmedo (1445), au cours de laquelle périt un des infants : Henri, le comte de Villena. La guerre prend fin avec victoire de la Castille.
Alors qu'Álvaro de Luna se considère quasiment intouchable, il perd de nouveau la faveur du roi Jean II, sous l’influence de sa seconde épouse Isabelle de Portugal (mère d’Isabelle la Catholique) et de Juan Pacheco qui aspire à devenir le privado du roi. Álvaro de Luna est accusé de l’assassinat d'Alonso Pérez Vivero, jugé à Valladolid et condamné à mort en 1453. Jean II meurt l’année suivante, après avoir vu un grand nombre des domaines royaux passer aux mains de la noblesse.

#### Henri IV et son demi-frère Alphonse (1454-1474)
Après la première bataille d’Olmedo, la rancœur habite nombre de nobles ayant soutenu Jean II et par la suite écartés par le connétable. Cette rancœur, avivée par Juan Pacheco, finit par se reporter sur l’héritier du trône. Lorsqu'il est couronné, Henri IV de Castille n’a presque aucune autorité morale sur le royaume tant est grande la domination de son entourage. Les premières années du règne sont fructueuses au niveau économique, social et de la politique extérieure mais la haute noblesse exige sa part, un prix que la monarchie ne peut assumer.
Les opposants au roi se groupent autour de l’évêque de Tolède, Alphonse Carrillo, le comte de Haro, l’amiral Henri et le marquis de Santillana. Malgré les tentatives de ses proches, le roi est incapable d’assumer la responsabilité d’une guerre contre ces ennemis afin d‘éliminer l’opposition. Cette dernière, constatant cette pusillanimité, met en scène la Farce d’Ávila en 1465 : un pantin représentant le roi est détrôné alors qu’on couronne son demi-frère l’infant Alphonse, qui n’a que onze ans. La couronne de Castille sombra une fois de plus dans l’anarchie jusqu’à ce qu'en 1467, Henri IV se décide à combattre ses adversaires et les met en déroute à la seconde bataille d’Olmedo ; peu après, son demi-frère et rival, l’infant Alphonse, meurt prématurément (1468). Bien qu'en position de force, le roi négocie avec les vaincus qui profitent de cette faiblesse pour offrir le trône à sa demi-sœur Isabelle, que sa conception de la monarchie conduit à refuser, ne voulant à aucun moment devenir une marionnette, comme l'avait été son frère Alphonse.
Cependant, Isabelle ne néglige pas l’occasion : tirant parti du manque de caractère du roi, elle obtient qu’il la désigne comme son héritière au trône à la place de la propre fille du roi, Jeanne. En contrepartie, Henri IV doit choisir l’époux de la future reine (Traité des Toros de Guisando, 1468).
Isabelle, qui dispose du soutien secret du roi Jean II d'Aragon, a d’ores et déjà planifié son mariage avec son cousin Ferdinand, héritier du trône d’Aragon. L'union est célébrée clandestinement en 1469 à Valladolid, sans l’accord du roi de Castille. Isabelle et Ferdinand étant cousins, ils obtiennent une bulle pontificale du pape valencien Alexandre VI ; lorsque cette union devient officielle, l’alliance d’Isabelle et de la couronne d’Aragon ne fait plus aucun doute : la menace aragonaise guette une fois encore la Castille, de dont s'alarment même les ennemis d’Henri IV ; la guerre civile est inévitable.

#### Isabelle de Castille et Jeanne «la Beltraneja»: la deuxième guerre civile castillane (1474-1476)
Le mariage entre Isabelle et Ferdinand rompt le traité des Toros de Guisando et redonne donc à Jeanne sa place d’héritière du trône de Castille. Entre-temps, Isabelle se charge de propager la rumeur sur l’impuissance d’Henri IV et d’accuser son épouse d’infidélité : Jeanne serait la fille du privado Beltrán de la Cueva, d’où son surnom de « la Beltraneja ».
À la mort du roi, en 1474, Isabelle se fait couronner reine de Castille avec son mari Ferdinand comme consort. De son côté, afin de recevoir son soutien, Jeanne se marie avec le roi Alphonse V de Portugal sur le point de signer une alliance avec la France. Un jeu d'alliance dont dépend l'avenir d'une grande partie de l'Europe se met en place :
- Isabelle, « prétendue » reine de Castille, et Ferdinand, héritier du trône d’Aragon ; à leurs côtés une partie de la haute noblesse menée par le clan des Mendoza. Ils ont le soutien de l’Aragon, de la Navarre, de l’Angleterre, de la Bourgogne, de la Bretagne et de Naples.

- Jeanne, également réputée reine de Castille, avec l’appui du Portugal et de la France.

L'enjeu est de taille: selon le camp qui l’emporterait, le royaume Castille s’unit par dynastie à celui du Portugal ou à la couronne d’Aragon. Le type de monarchie qui en découlerait dépend également de l'issue de la confrontation : Isabelle représente une monarchie autoritaire et indépendante de l’aristocratie alors que Jeanne représente une couronne faible et une noblesse puissante.
La victoire d’Isabelle et de Ferdinand sur les troupes portugaises lors de la bataille de Toro (1476) entraîne donc l’union dynastique de la Castille et de l’Aragon, instaurant une paix qui dure jusqu’à l’arrivée de Charles Quint en 1516.

### La couronne d’Aragon
Alors que sous la couronne de Castille (en marge des différences sociales et religieuses), tous les sujets considèrent partager la même nationalité, en Aragon existe une profonde diversité entre les habitants des quatre royaumes : la principauté de Catalogne, le royaume d’Aragon, le Royaume de Valence et le Royaume de Majorque. Cet état de fait est à l'origine d’une tradition politique basée sur les pactes, mais est aussi la raison pour laquelle les conflits y sont plus nombreux – bien que moins destructifs – qu’en Castille.

#### Pierre le Cérémonieux
Le fils d’Alphonse le Bénin accède au trône alors que la couronne d’Aragon se trouve disloquée : le royaume de Majorque refuse de reconnaître la suzeraineté du nouveau souverain ; le royaume de Valence a été remis entre les mains de ses demi-frères, Ferdinand et Jean de Castille. De plus, sa belle-mère Léonore de Castille exerce une forte influence sur les cortes de Barcelone. Enfin, son couronnement déclenche un sérieux affrontement entre les cortes catalanes et aragonaises. Malgré tout, sa participation à la bataille du Salado contre les Mérinides lui gagne l’appui du roi de Castille Alphonse XI, ce qui lui permet de pacifier et unifier son royaume et de se concentrer sur le problème méditerranéen ; il lui faut faire face à la Peste noire, à la rébellion de la Sardaigne et aux attaques génoises. Malgré ses multiples victoires militaires, la guerre catalano-génoise se trouve mêlée au mouvement confus des alliances durant la Guerre de Cent Ans, et ne prend fin qu’au XVe siècle.
Cette inclination de Pierre le Cérémonieux pour les affaires méditerranéennes eut pour effet un certain abandon de sa part du royaume d’Aragon, donnant ainsi pied à la noblesse pour se soulever contre lui (1346). Les insurgés formèrent l’Union aragonaise, laquelle ne put être défaite (après maint hauts et bas militaires) qu’à la bataille d’Épila (1348).
Mais cette victoire ne marquait pas la fin de ses problèmes : l’accès au trône de Pierre Ier de Castille et le jeu compliqué d’alliances dues à la Guerre de Cent Ans débouchèrent sur ce que l’on appelle la « Guerre des deux Pierre » (1356-1365). Le casus belli fut l’alliance entre le roi castillan et les génois, ainsi que les disputes frontalières en Aragon et Valence. Malgré la vaillance militaire du Pierre aragonais, le Pierre castillan joua ses meilleures cartes, à savoir : la puissance démographique de Castille (plus de cinq millions d’habitants, contre le million aragonais) ; l’autorité de la monarchie castillane sans contrepartie entre les cortes, les villes et la noblesse (au contraire, la couronne d’Aragon devait consulter les cortes de chaque royaume pour chaque levée ou chaque impôt extraordinaire, ce qui retardait de plusieurs mois le processus de mise en place des troupes). Ces nets désavantages obligèrent Pierre IV d’Aragon à pactiser avec Henri de Trastamare, le demi-frère du roi de Castille qui prétendait au trône. Cette Guerre des deux Pierre représenta un désastre inutile pour chacune des monarchies et dériva vers la Guerre civile Castillane (voir plus haut).

#### Les fils de Pierre le Cérémonieux: JeanIeret Martin l’Humain
Le règne de Jean Ier (1387-1396) est un triste exemple de mauvais gouvernement, d’indifférence, de manipulation et de corruption, le roi allant jusqu’à se voir accusé d’élaborer de fausses invasions dans le but d'obtenir des subsides des cortes. Jean Ier manque en effet de moyens financiers pour sa politique, il délaisse les problèmes de la Méditerranée et s’entoure de conseillers corrompus. Face aux refus persistants des cortes, il abuse de l'endettement, jusqu'à tomber sous la domination de son usurier Luqui Scarampo auquel il doit jusqu’à 68 000 florins. Ce financier corrompt les conseillers de Jean Ier, par la suite accusés de percevoir des commissions et d’envoyer le roi chasser afin de le distraire des affaires de palais. Son règne se caractérise par l’anarchie sociale et la perte du prestige de la couronne, non seulement au cœur du royaume, mais aussi à travers toute l’Europe : « Les négociants et autres qui voyagent hors de vos royaumes vous raillent, proclamant que le roi n’a point de quoi manger ».
Le règne de Martin Ier (1396-1410) doit donc être presque entièrement consacré à remettre de l’ordre dans son pays et dans ses relations méditerranéennes. En dépit de ses efforts (victoire de Sanluri en Sardaigne en 1409, pacification de la Sicile), le déclin catalano-aragonais en Méditerranée devient une réalité. La Castille est devenue une puissance maritime et ses corsaires interviennent trop dans le commerce catalan. À l’intérieur au moins, Martin récupère le contrôle de nombreux territoires qui avaient été perdus, grâce notamment à leurs propres habitants (car la couronne avait encore beaucoup de problèmes financiers), puisqu’à l’époque de nombreux paysans – les remensas – prennent conscience de leur situation et commencent à s’organiser. Finalement, le roi perd son seul fils légitime et se trouve sans héritier ; il propose son bâtard Fadrique, qui n'est pas accepté par les tribunaux. À sa mort, la question de la succession reste posée et l'Aragon voit s'écouler deux années sans monarque, période désignée sous le nom d’Interrègne d'Aragon.

#### Le Compromis de Caspe et la Maison de Trastamare
L’Interrègne et sa résolution avec le Compromis de Caspe (1410-1412) soulignent les divisions politiques entre les divers royaumes de la couronne d’Aragon. Parmi les nombreux prétendants Ferdinand de Antequera est celui qui utilise au mieux ses atouts : il dispose d’énormes richesses (à l’inverse des précédents rois de la couronne), obtient le soutien des Valenciens par l'intercession de Vincent Ferrier, occupe le royaume d’Aragon en soutenant le pape Benoît XIII, et divise les Catalans, seuls à pouvoir le rejeter. La maison de Trastamare entre au sein de la couronne d’Aragon.
Cependant Ferdinand Ier ne renonce pas à la régence qu’il exerce en Castille. Son autorité est discutée par un autre prétendant au trône, Jacques II d'Urgell, qu'il écarte rapidement. Son règne est bref (1412-1416) mais riche de conséquences politiques : son fils (Alphonse) lui succède comme roi d'Aragon, son fils Jean est roi de Navarre puis d'Aragon, son troisième fils, Henri, est grand-maître de l’Saint-Jacques de l'Épée et sa fille Éléonore épouse l’héritier du trône portugais. Il pacifie la Sardaigne et la Sicile et signe des trêves avec Gênes, l’Égypte et le Maroc. Lorsqu’est décidée la destitution du pape Luna (Benoît XIII) lors du Concile de Constance, Ferdinand l’abandonne sans égards. Ferdinand Ier est l’homme le plus puissant de la Péninsule ibérique et un des plus influents d’Europe occidentale.
Alphonse V d'Aragon dit le Magnanime (1416-1458), aîné des fils de Ferdinand, défend, sans trop de conviction, les intérêts de ses frères et sœurs, les Infants d’Aragon, dans leur tentative de prise de contrôle du royaume de Castille. Il est plus intéressé par la politique méditerranéenne, étant lui-même un riche négociant. L'échec militaire dans les luttes castillanes le laissent soumis au bon vouloir des cortes catalanes, qui n’avaient jusqu’ici jamais concentré autant de pouvoir et qui l'obligent à signer les Trêves de Majano avec la Castille (1430). Il s’écarte un temps des affaires castillanes, laissant à son frère Jean la responsabilité des affaires péninsulaires, pour aller à Naples réclamer le trône de ce royaume. Malgré l'absence de victoire militaire, il trouve un accord avec le duc Philippe Marie Visconti de Milan pour se partager l’influence en Italie : « pour Milan le nord, pour Naples le sud ». Alphonse est couronné à Naples en 1442 ; quelques années plus tard, il signe la Paix de Lodi (1454) avec Milan, Florence et Venise, qui crée un front uni face à des ennemis commun, tels les Français et les Turcs. Alphonse meurt à Naples en 1458, son frère Jean – également roi de Navarre – lui succède.

#### Jean II d’Aragon
Jean II, fils de Ferdinand Ier et frère d'Alphonse V le Magnanime avec lequel il collabore durant de son règne, avait accédé au trône de Navarre par son mariage avec Blanche Ire de Navarre. Il n'est que roi consort et l’héritier légitime, selon le testament de la reine, est leur fils aîné Charles, prince de Viane. L’ambition habituelle des Trastamare le pousse à se défaire de son fils pour devenir le souverain de Navarre. Lorsque son épouse Blanche meurt en 1445, alors que lui-même est vaincu par Álvaro de Luna en Castille (perdant à cette occasion ses riches possessions dans ce royaume), il décide de s’approprier illégitimement le trône et profite des banderías de Navarre pour se constituer un fort parti. Charles déclare la guerre à son père (1451-1461) : il recrute les montagnards de Beaumont (beamontais) et compte sur l’aide du connétable de Castille, Álvaro de Luna. Il est vaincu à plusieurs reprises, alors même qu’il se marie avec la castillane Jeanne Enríquez en 1447, union dont naît le futur Ferdinand le Catholique. Charles meurt en 1461, dans des conditions troubles, probablement par empoisonnement.
En 1458, à la mort de son frère, Jean hérite de la couronne d’Aragon, malgré l'opposition catégorique des cortes catalanes qui exigent qu’il reconnaisse les droits du prince de Viane. Les tensions entre la Navarre et l’Aragon débouchent sur la guerre civile catalane (1462-1472). En Catalogne, Jean II obtint le soutien des remensas et des buscaires, ainsi que de nombreux nobles dissidents. Les Catalans n'envisagent pas de détrôner le roi mais de l'amener à accepter leurs conceptions : la monarchie doit être contrôlée par les cortes. Cette guerre civile fait s'affronter une conception « moderne » de la monarchie autoritaire (en ce qu’elle dépassait la conception médiévale du monarchisme) et l’idée médiévale propre à la Catalogne, d'un gouvernement fondé sur des pactes.
Devant l'impossibilité de s'accorder avec Jean II, les Catalans cherchent d’autres candidats pour le trône – « les rois intrus de catalogne » – qui se désistent tous : le castillan Henri VI, Pierre de Coimbra, Louis d’Anjou… Finalement, Jean II triomphe des Catalans qui signent la capitulation de Pedralbes (1472). Afin de pacifier le pays, le roi opte pour la clémence et reconnaît les privilèges et fors catalans.
En Navarre, les banderías continuent, et les gouvernements et régences éphémères échouent à stabiliser le royaume. Des années plus tard, Ferdinand le Catholique, avec l’appui de son épouse, fait de ce royaume un protectorat castillan, pour l'annexer définitivement en 1512, tout en respectant ses fors ancestraux.

### Le royaume de Grenade
Au cours du XIVe siècle, le royaume de Grenade s’est fortement consolidé en tant que petite puissance artisanale et commerciale, possédant un caractère social et économique bien défini. Grenade jouit d’un commerce florissant, presque exclusivement contrôlé par les Génois. Son économie repose sur la culture de plantes non alimentaires d’une grande valeur commerciale (mûraies pour la soie, canne à sucre, fruits secs…), qu’ils échangent contre des vivres. Son artisanat est très apprécié à travers toute l’Europe. Leur dépendance alimentaire les oblige cependant à acheter le blé aux Castillans et aux Génois à des prix supérieurs à ceux du marché. Ce bastion culturel est condamné à disparaître et ne doit son sursis qu'aux crises internes de la couronne de Castille. Une fois ces troubles apaisés, Grenade est irrémédiablement condamnée à être conquise. Une des tactiques employées par les Castillans est précisément l’embargo commercial, mis en place à l'époque des Rois catholiques ; avant cela, Grenade connaît diverses étapes :
Politiquement, Grenade souffre des conspirations continuelles visant le sultan en place : des années de trahisons et de conspirations auxquelles s'ajoute à l’intervention d’États plus puissants comme les Mérinides du Maroc, puis les Castillans.
Grenade n'est réellement florissante que sous le sultanat de Mohammed V (1354-1359 puis 1362-1391). Grâce aux parias (tributs versés les taïfas aux rois chrétiens pour ne pas être attaquées) payés à Pierre Ier de Castille, ce souverain obtient que « ni les maures n’entrent en terres chrétiennes, ni ceux-ci en terres mauresques pour y faire des choses dont on viendrait à parler » (Chroniques du roi Pierre [réf. nécessaire]). Entre 1359 et 1391, Mohammed V est détrôné par ses rivaux, puis remis sur le trône grâce au soutien castillan ; ce second règne apport paix et prospérité au royaume de Grenade.
Après sa mort et pendant la quasi-totalité du XVe siècle, l’instabilité politique augmente, aggravée par les attaques des Castillans dont les nobles cherchent le prestige militaire par la guerre contre Grenade (Ferdinand d’Antequera, Álvaro de Luna…). Au sein même du royaume, les Abencérages et les Zégris se disputent le pouvoir. Soulèvements, coups d’État, assassinats, intrigues de palais se multiplient, divisant la famille royale des Nasrides en deux branches rivales qui alternent sur le trône. Mohammed IX « le gaucher » se trouve au pouvoir en quatre occasions (1419-1427, 1430-1431, 1432-1445, 1448-1453), et en est chassé autant de fois.
Le royaume connaît une seule période de rémission, momentanée, sous le sultan Muley Hacén (1463-1482) qui pacifie le pays en réprimant durement la révolte des Abencérages, en signant plusieurs trêves avec la Castille, en consolidant l’économie et le commerce. L’intronisation d’Isabelle la Catholique marque la mise en marche de toute la machine de guerre castillane, qui finit par anéantir le dernier royaume musulman de la péninsule Ibérique.